# メスト・チエニョウ
『メスト・チエニョウ』（Mesto tieňov : 陰の都市）は、スロバキアの民放局テレビ・マルキーザで2008年に放送された犯罪ドラマシリーズ。国家警察であるスロバキア共和国警察隊の捜査チームが首都ブラチスラヴァを舞台に殺人や誘拐などの凶悪犯罪捜査にあたる姿を描いた。

## 概要
スロバキアで初となる本格的なテレビ犯罪ドラマで、第1期は2008年4月11日から同年6月13日まで放送された（全10回、1話60分）。制作はDNAプロダクション。志願してブラチスラヴァの強行犯課（Oddelenie násilnej kriminality）に配属された新人捜査員、トマーシュ・ベンコフスキー上級中尉と上司のイヴァン・トメチェク少佐を主人公に、職務の多忙さで希薄となった家族との関係に悩みながらも、強盗殺人や誘拐事件、薬物中毒事件、性犯罪などの捜査にあたる姿を描いた。
実際にスロバキア国内で発生した事件をもとに制作し、シットコムが主流のスロバキアのテレビドラマ界では珍しく、撮影には血のりや特殊メークなどの特殊効果を多用してリアリティを追求。強行犯課が入る警察施設の外観は、ブラチスラヴァ市旧市街区の国家警察隊ブラチスラヴァ1区本部（OR PZ Bratislava I ; Okresné riaditeľstvo Policajného zboru v Bratislave I）で撮影している。アクションやコメディなどの娯楽的要素を極力排したシリアスな作品づくりが高い評価を受け、脚本をもとにした小説版も発行されている。

## 各話タイトル
- 第1話 「対人攻撃」（Záchvat ľudskosti）
- 第2話 「命取りの冗談」（Smrteľný žart）
- 第3話 「冷酷」（Chladnokrvne）
- 第4話 「世界の終わり 1」（Koniec sveta I.）
- 第5話 「世界の終わり 2」（Koniec sveta II.）
- 第6話 「故意の事故」（Úmyselné nehody）
- 第7話 「強盗」（Lúpež）
- 第8話 「誘拐」（Únos）
- 第9話 「連続殺人者」（Sériový vrah）
- 第10話 「危険な関係」（Nebezpečné vzťahy）

## 出演
- パヴォル・ヴィシュニョウスキー（犯罪捜査班長、イヴァン・トメチェク少佐）
- マリアーン・ミタシュ（犯罪捜査員、トマーシュ・ベンコフスキー上級中尉）
- ソニャ・ノリソヴァー（犯罪心理学者、ヤナ・ホリーコヴァー上級中尉）
- ラディスラフ・フルショフスキー（犯罪捜査員、セルゲイ・コプリヴァ上級中尉）
- ローベルト・ヤカブ（犯罪捜査員、オリベル・バフラティーク上級中尉）
- アントン・ヴァツリーク（法医学者、ヨゼフ・ベンコウスキー医師）
- イヴァン・ヴォイテク（犯罪学者、ルド・ウフリーク大尉）
- イヴァン・ロマンチーク（強行犯課長、ミラン・ホルキー中佐）